# オリオン座15番星
オリオン座15番星 (15 Orionis) とは、オリオン座にある4.4等級の恒星である。
オリオン座15番星はF型主系列星であり、絶対等級は-0.6等級である。太陽の約6倍の大きさと、約2.5倍の質量を持つ。地球から318光年離れた位置にある。
オリオン座15番星は、天王星からみれば南極星になる恒星である。